# Phyllotreta yoffei
Phyllotreta yoffei es una especie de insecto coleóptero de la familia Chrysomelidae. Fue descrita en 1979 por Furth.